# Chico Hamilton
Foreststorn "Chico" Hamilton (født 20. september 1921 i Los Angeles, Californien, død 25. november 2013 i Manhattan, New York City) var en amerikansk jazztrommeslager og orkesterleder.
Hamilton spillede med bl.a. Duke Ellington, Charles Mingus, Lester Young, Count Basie, Billie Holiday, Dexter Gordon, Lionel Hampton og Gerry Mulligan.
I 1955 dannede han sit eget orkester, hvor mange af jazzens store musikere har spillet, såsom Charles Lloyd og Eric Dolphy. han indspillede et væld af plader med disse grupper, bl.a. A Different Journey som nok er den mest kendte.
Hamilton aktiv gennem hele livet og optrådte som 90-årig fortsat på den internationale jazzscene.

## Udvalgt diskografi
- Original Chico Hamilton Quartet
- With Strings Attached
- Gongs East
- Drumfusion
- A Different Journey
- Chic Chic Chico
- El Chico
- Passin Thru´
- The Dealer